# Hot swap
Hot swap (o anche hot plug), in informatica, identifica un'interfaccia che permette il collegamento e/o lo scollegamento di un dispositivo anche a sistema avviato.
Le interfacce hot swap più note sono l'USB (USB) e il Firewire, ed in senso lato anche le interfacce di rete (Ethernet o wireless). Interfacce che non prevedono tale possibilità sono ad esempio l'interfaccia PS/2 (per collegare mouse e tastiera) o l'ATA. Un'evoluzione di quest'ultima interfaccia, il Serial ATA, contiene tra le specifiche anche l'hot swap, ma non tutti i controller disponibili sul mercato la implementano. 
Si può parlare di hot swap anche in caso di sistemi di hard disk che permettono la sostituzione o l'aggiunta di un'unità (ad esempio quando in un sistema RAID si danneggia un hard disk in mirroring), oppure in sistemi UPS in cui si possono sostituire gli accumulatori al volo e perfino moduli di potenza senza dover togliere alimentazione ai sistemi collegati.